# Ehi! Negrita
Ehi! Negrita è la prima raccolta del gruppo musicale italiano Negrita, pubblicato il 28 febbraio 2003 dalla Black Out.

## Descrizione
Contiene una selezione di alcuni brani precedentemente incisi dal gruppo e gli inediti My Way, Tonight (presentato al Festival di Sanremo 2003) e Magnolia.
Oltre alla versione CD, esiste una versione a tiratura limitata che contiene estratti del DVD live Viaggio stereo, dal titolo Anteprima Viaggio Stereo.

## Tracce
1. Tonight – 3:23
2. In ogni atomo (New Mix) – 4:29
3. Cambio (Radio version) – 3:28
4. Ho imparato a sognare – 4:13
5. Bambole – 4:50
6. Provo a difendermi – 4:49
7. We Need a Change (B-side) – 1:52
8. Mama maé (New Mix) – 4:20
9. My Way – 3:14
10. Hollywood (New Mix) – 5:24
11. Non ci guarderemo indietro mai – 4:24
12. Sex – 3:23
13. Transalcolico (New Mix) – 4:32
14. Lontani dal mondo (Versione 2003) – 5:44
15. Magnolia – 4:27
16. A modo mio (Radio Version) – 3:53
17. Hemingway (New Mix) – 4:09
18. Io sono (New Mix) – 4:53
19. Ehi! Negrita (New Mix) – 3:09

Extract from Viaggio stereo – DVD bonus nell'edizione speciale
- Live

1. Welcome to the World
2. Bambole
3. In ogni atomo
4. Ho imparato a sognare
5. Cambio

- Videoclips

1. Cambio
2. A modo mio
3. Mama maé

## Formazione
Gruppo
- Pau – voce, chitarra
- Drigo – chitarra, voce
- Mac – chitarra
- Franky – basso
- Zama – batteria

Produzione
- Fabrizio Barbacci – produzione
- Antonio Baglio – mastering (tracce 1 e 15)
- Ian Cooper – mastering (tracce 2-14, 16-19)

## Classifiche

### Classifiche settimanali
| Classifica (2003) | Posizione massima |
| ----------------- | ----------------- |
| Italia            | 5                 |

### Classifiche di fine anno
| Classifica (2003) | Posizione |
| ----------------- | --------- |
| Italia            | 60        |